# Освальд Портер, Марина
Марина Освальд Портер (англ. Marina Oswald Porter, урождённая Марина Николаевна Прусакова,  бел. Марына Мікалаеўна Прусакова; род. 17 июля 1941, Молотовск, Архангельская область, РСФСР, СССР) — вдова Ли Харви Освальда, который был, в соответствии с четырьмя правительственными расследованиями, признан убийцей президента США Джона Ф. Кеннеди.

## Жизнь с Освальдом
Марина Прусакова жила со своей матерью и отчимом в Молотовске до 1957 года, после чего она переехала в Минск (Белорусская ССР) к своему дяде Илье Прусакову и училась на фармацевта.
17 марта 1961 года на танцах она встретила Освальда, бывшего морского пехотинца США, который переехал в Советский Союз по идеологическим соображениям, жил в Минске и работал на радиозаводе. Они поженились 30 апреля 1961 года и у них родилась дочь Джун Ли 15 февраля 1962 года.
В июне 1962 года Ли Освальд вернулся в США и вместе с Мариной и их дочерью поселился в Далласе, штат Техас. В феврале 1963 года, в гостях у Джорджа Мореншильдта (Георгия Сергеевича Мореншильдта, эмигрировавшего из России в 1922 году), Марина и Ли были представлены Рут Пейн (Ruth Paine), которая была квакером и учителем русского языка на полставки. Рут стала подругой Марины.
Считается, что в январе 1963 года Ли заказал револьвер «Smith and Wesson» 38 калибра и затем в марте винтовку «Carcano». Как рассказывала Марина комиссии Уоррена, она сделала фотографию Ли, одетого в чёрное и держащего оружие, наряду с газетой «The Militant», которая называла бывшего генерала Эдвина Уолкера фашистом. Позже эта серия фотографий была найдена у семьи Пейн, за исключением одной, которая была отдана Джорджу Мореншильдту. Фотография, отданная Мореншильдту, была подписана Ли Освальдом, и на задней стороне почерком Марины было написано на русском: «Охотник за фашистами — ха-ха-ха!!!».
В апреле 1963 года Марина и её дочь переехали к Рут Пейн (которая недавно развелась со своим мужем Майклом). Ли снимал отдельную комнату в Далласе и ненадолго переехал в Новый Орлеан в течение лета 1963 года. Ли вернулся в начале октября и снял комнату в пансионате «Oak Cliff» в районе Далласа. Ли получил работу на книжном складе и приступил к работе 16 октября 1963 года. 20 октября Марина родила вторую дочь, которую назвали Одри Марина Рэйчел Освальд. 21 ноября Ли попросил своего коллегу Фрэйзера съездить к Марине, которая жила у семьи Пейн, и взять карнизы для его дома в «Oak Cliff».
22 ноября 1963 года Марина узнала об убийстве президента Кеннеди через несколько минут после события из сообщений средств массовой информации и позже — об аресте мужа. В тот же день вечером в дом семьи Пейн прибыл детектив полиции Далласа. Когда он спросил Марину, владел ли её муж винтовкой, она указала на гараж, где Ли хранил свою винтовку, завёрнутую в одеяло. Когда детектив развернул одеяло, то винтовки он там не нашёл. Впоследствии Марина была допрошена в связи с предполагаемым участием её мужа в убийстве президента Кеннеди, сначала — в доме Пейн, а позднее — в полицейском департаменте Далласа.
После убийства Кеннеди и ареста Освальда Марина была под охраной Секретной службы до завершения дачи показаний Комиссии Уоррена, где она выступала четыре раза.

## После смерти Освальда
В 1965 году Марина вышла замуж за Кеннета Портера. У них родился сын. Она осталась жить в Далласе и появлялась в многочисленных документальных фильмах об убийстве Кеннеди. В 1989 году стала гражданкой США. Теперь она утверждает, что Освальд был невиновен в убийстве, хотя официально она не отказалась ни от одного показания, данного комиссии Уоррена.

## В кинематографе
- 1991 — Беата Позняк исполняла роль Марины Освальд в фильме «JFK» Оливера Стоуна;
- 1992 — Наташа Павлович исполнила роль в телесериале «Квантовый скачок» (5 сезон, 1-2 серии);
- 2008 — Юдит Фекете исполнила роль Марины в фильме «Жена убийцы»;
- 2013 — Мишель Трахтенберг исполнила роль Марины в телевизионном фильме «Убийство Кеннеди»;
- 2013 — Сара Джой Бингтон исполнила роль в фильме «Парклэнд»;
- 2016 — Люси Фрай исполнила роль Марины Освальд в американском мини-сериале, снятом по мотивам научно-фантастического романа американского писателя Стивена Кинга «11/22/63».